# والیانمادام
والیانمادام (به لاتین: Valayanmadam) یک منطقهٔ مسکونی در سری‌لانکا است که در استان شمالی (سری‌لانکا) واقع شده‌است.